# Музей писателей (Эдинбург)

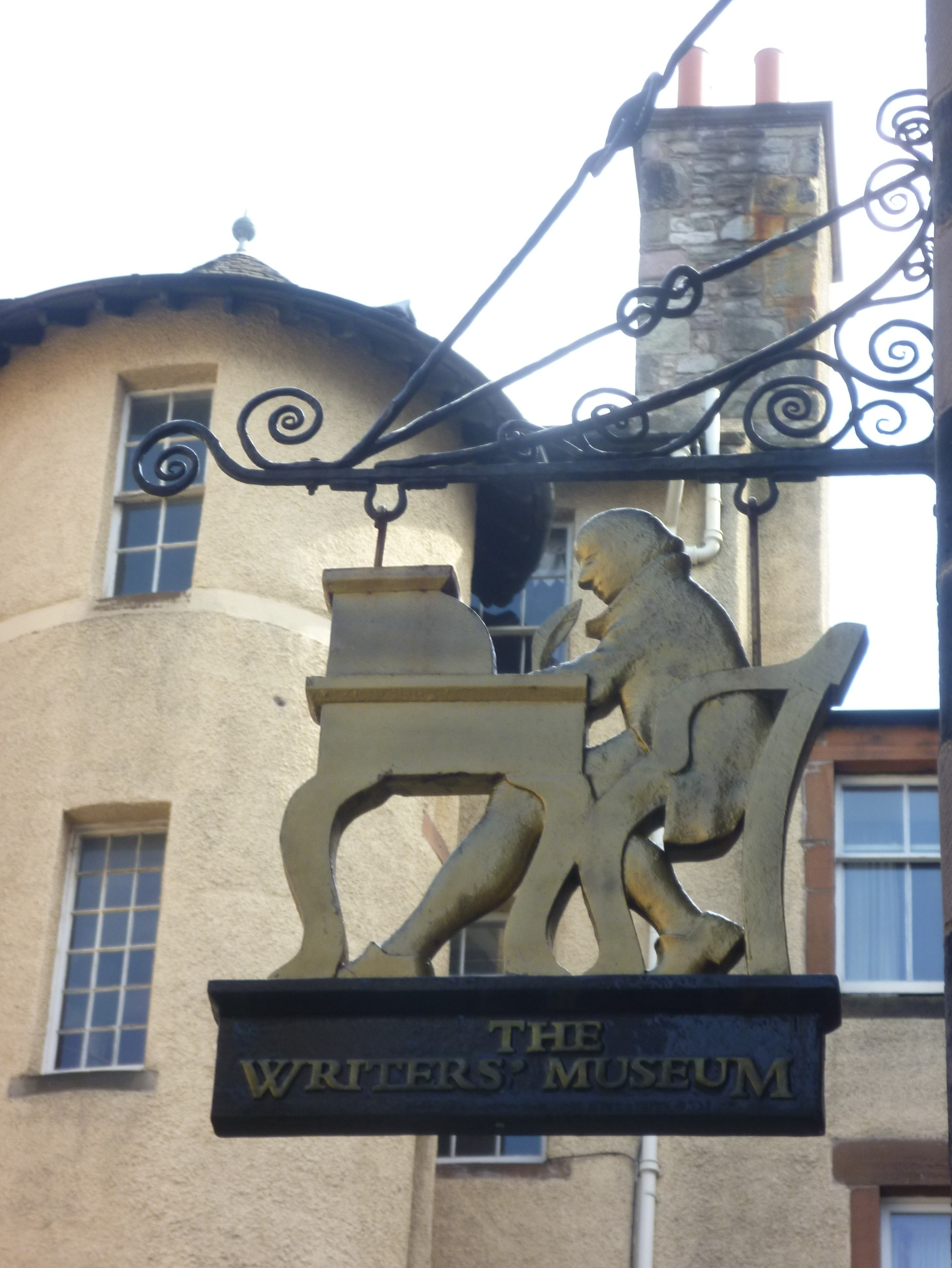
Знак Музея писателей

Музей писателей (англ. Writers’ Museum), размещённый в доме леди Стэр на Лонмаркет, на Королевской Миле в Эдинбурге, представляет информацию о жизни трёх выдающихся шотландских писателей: Роберта Бёрнса, Вальтера Скотта и Роберта Льюиса Стивенсона.
Коллекция находится в ведении городского совета Эдинбурга и включает портреты, работы и личные вещи авторов.
Рядом с музеем находится Макарский двор, новый национальный литературный памятник страны.

## Дом леди Стэр
Нынешнее здание представляет собой искусный шедевр искусственного средневековья Стюарта Хенбеста Каппера, построенный в 1892 году. Он был подарен городу графом Розбери (который, вероятно, заказал эту работу) в качестве музея в 1907 году. Только тогда он получил название «Дом леди Стэр».
Он включает в себя копии (не оригиналы) различных резных камней, вероятно, из более раннего здания. Дом, который он заменил, снесли в 1890 году.
Lady Stair’s House (3 Lady Stair’s Close, 477 Lawnmarket) находится в пределах Lady Stair’s Close, недалеко от Lawnmarket. Оригинальный дом был построен в 1622 году для сэра Уильяма Грея из Питтендрума. Перемычка над входом датирована 1622 годом и содержит инициалы Уильяма Грея и Гейды (или Эгидии) Смит, его жены (сестры проректора Джона Смита из Гротхилла), WG и GS, а также надпись «БОЙТЕСЬ ГОСПОДА И УХОДИТЕ ОТ ЗЛА» (англ. "FEARE THE LORD AND DEPART FROM EVILL"). Их сыном был достойный шотландец, богослов Эндрю Грей, чьи книги стали широко известны, несмотря на то, что он умер в раннем возрасте.
Дом теперь назван в честь внучки Грея: светской красавицы леди Стэр, Элизабет, вдовствующей графини Стэр (урождённой Элизабет Дандас), вдовы Джона Далримпла, 1-го графа Стэр. Она приобрела здание в 1719 году.
В 1890-х годах оригинальное здание унаследовал Арчибальд Примроуз, 5-й граф Розбери. Реконструкция 1892 года не включает ничего от первоначального здания, кроме не видимых снаружи подвальных помещений.
В 1907 году граф передал дом городу Эдинбургу для использования в качестве муниципального музея.
Дом леди Стэр внесён в список памятников архитектуры категории A организацией Historic Environment Scotland.

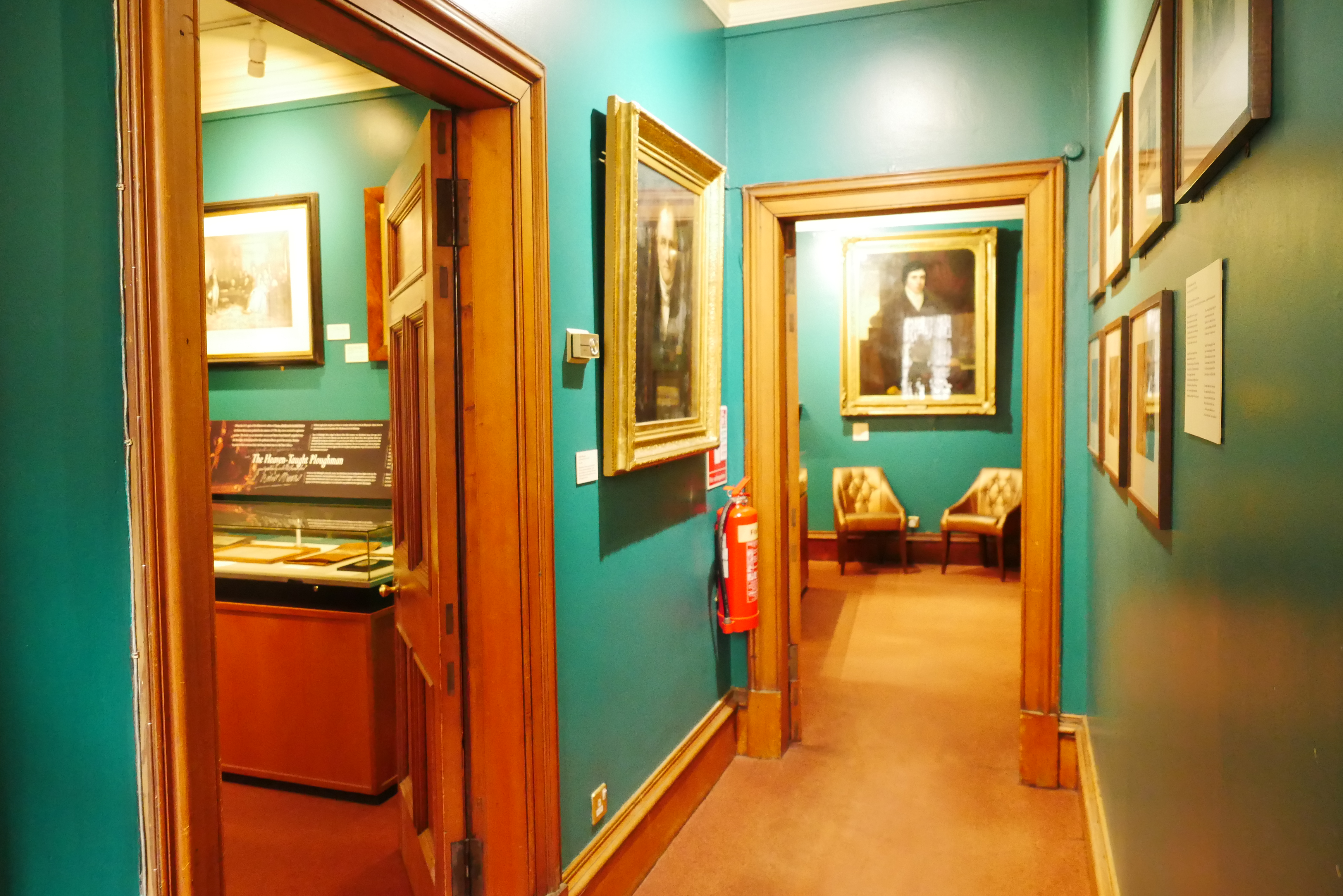
Интерьер и выставочные залы
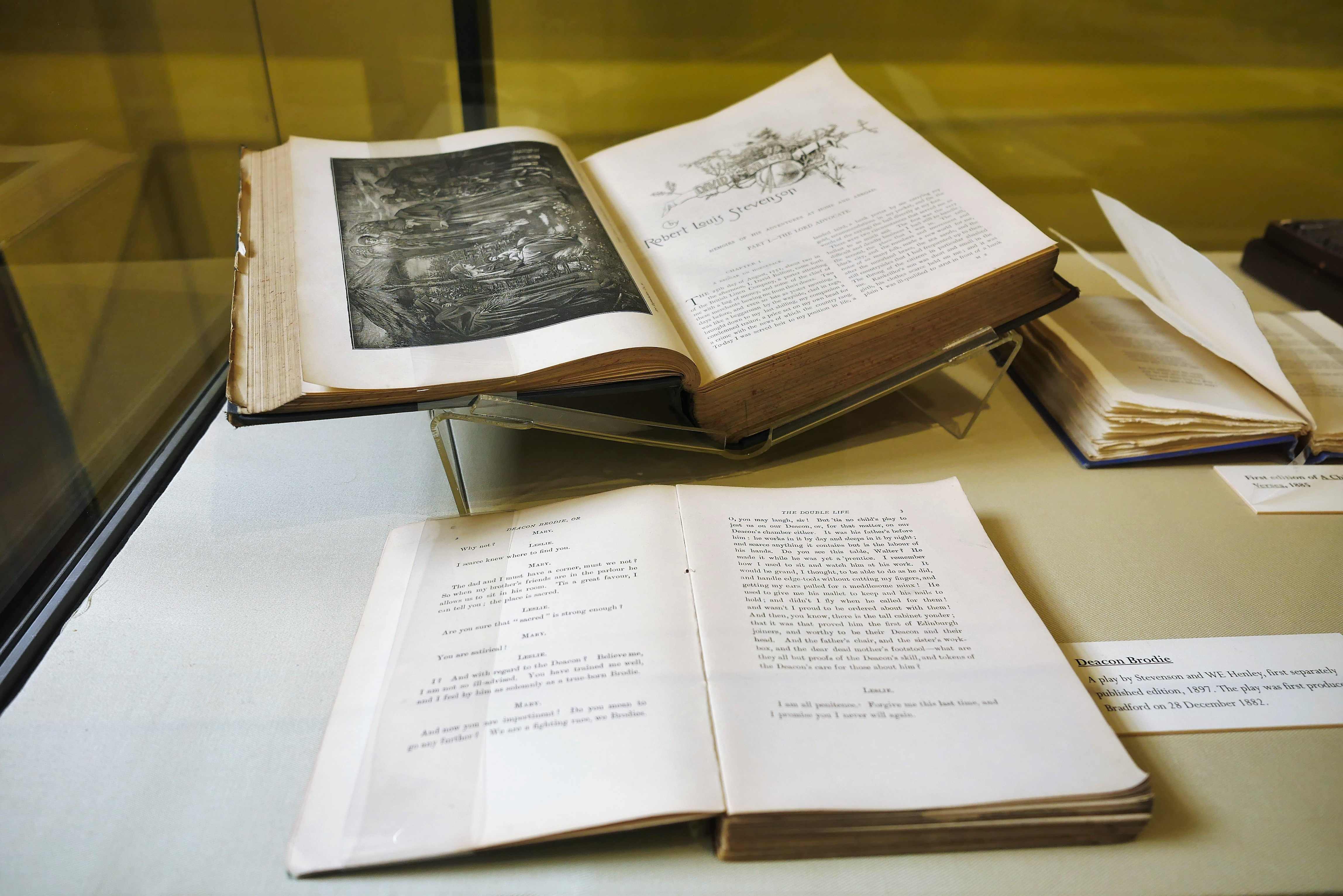
Выставка книг Роберта Льюиса Стивенсона
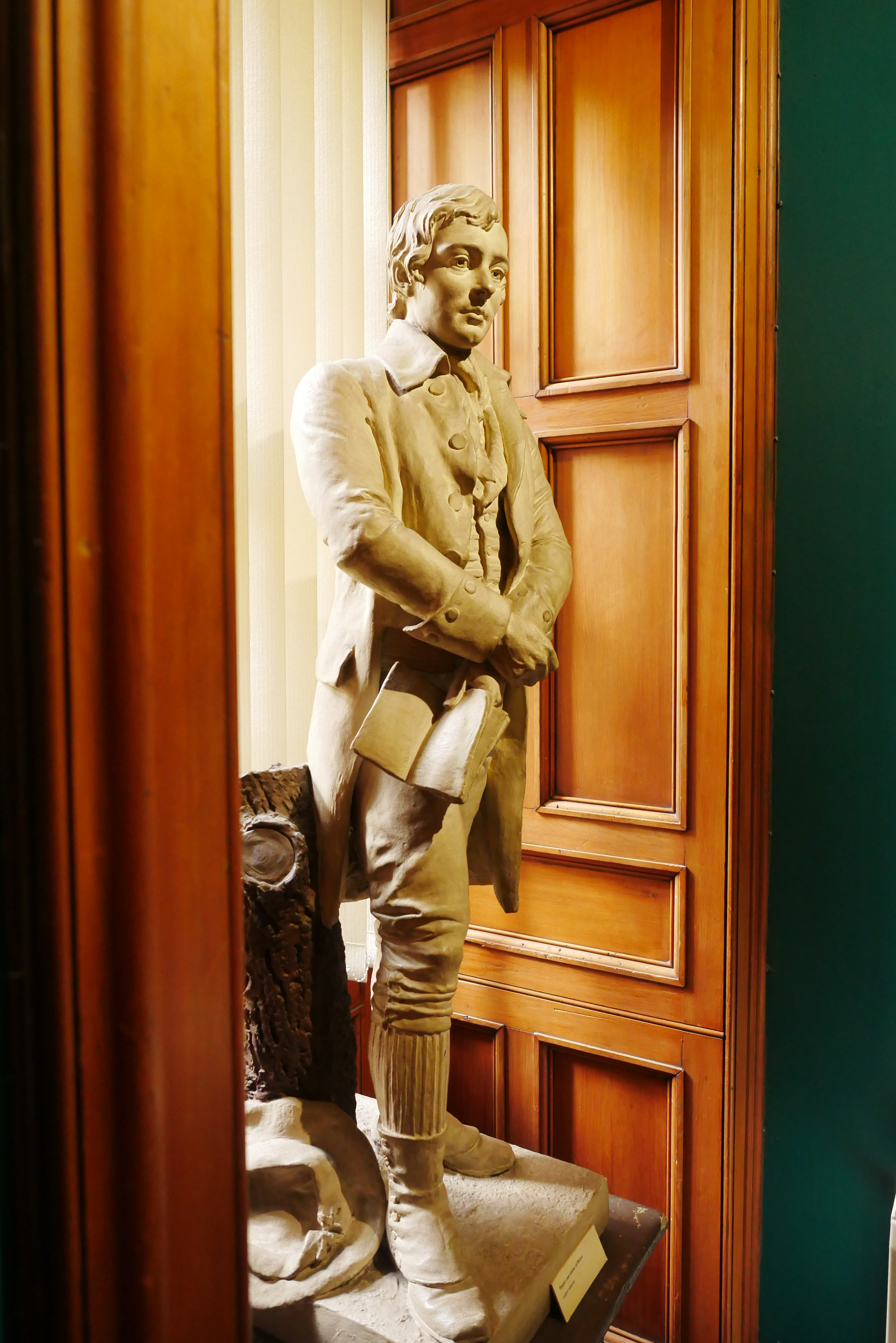
Статуя Роберта Бёрнса
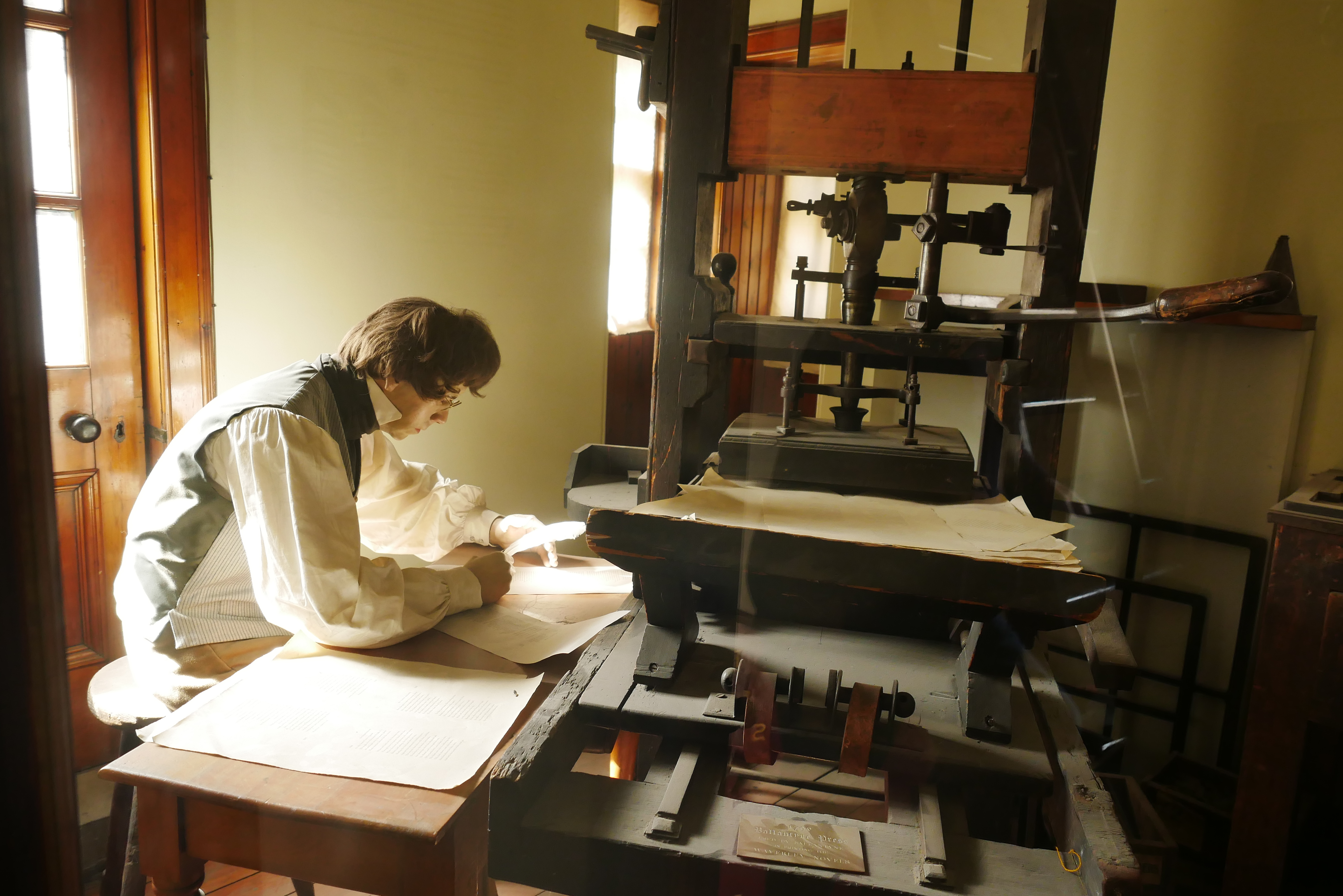
Выставка Баллантайна
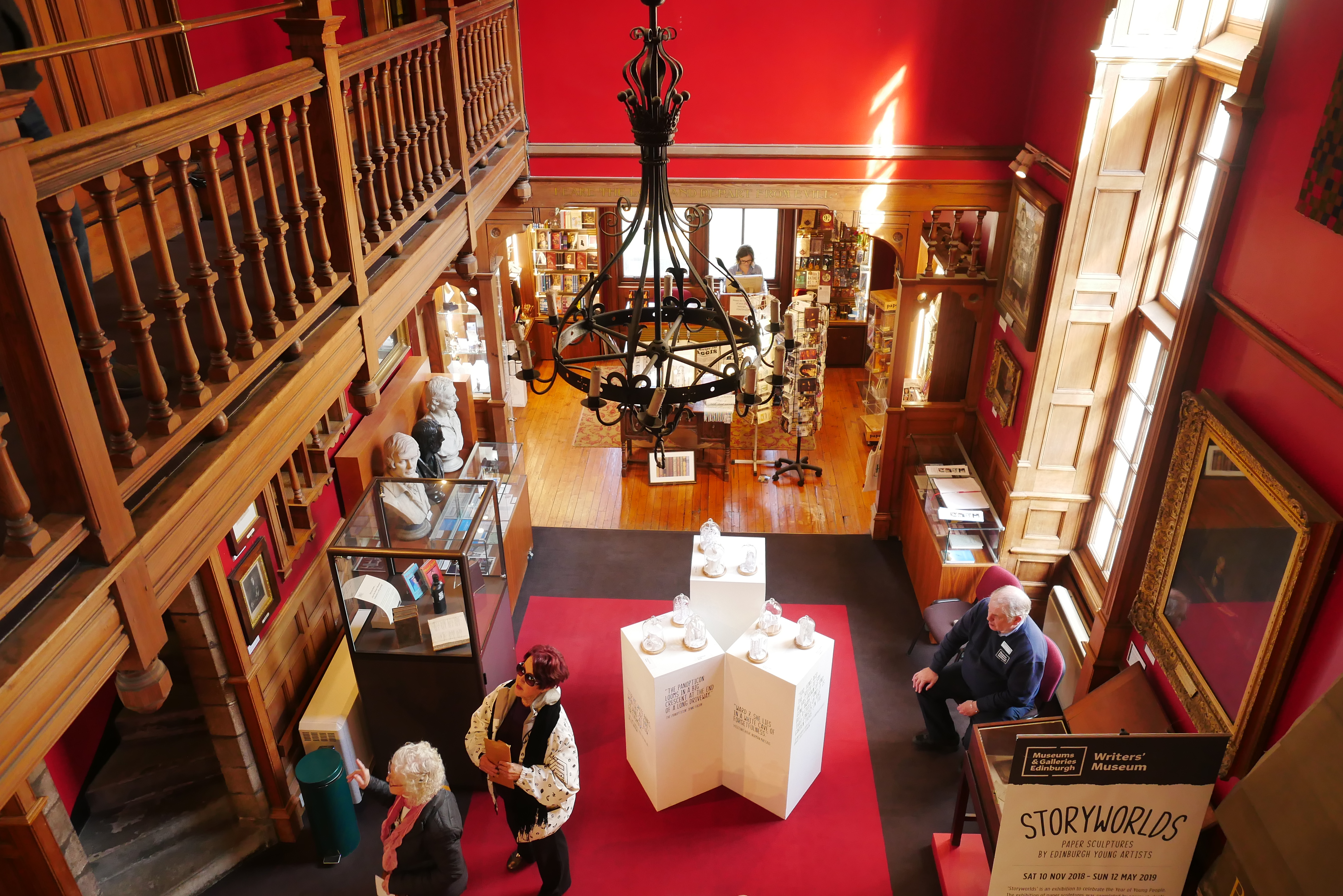
Сувенирный магазин и экспонаты